# Thesium pyrenaicum
Thesium pyrenaicum är en sandelträdsväxtart. Thesium pyrenaicum ingår i släktet spindelörter, och familjen sandelträdsväxter.

## Underarter
Arten delas in i följande underarter:
- T. p. alpestre
- T. p. pyrenaicum